# Boobyalla-Inseln
Die Boobyalla-Inseln umfassen zwei kleine Inseln vor der Küste des ostantarktischen Enderbylands. Sie liegen 3 km nordöstlich des Kirkby Head.
Das Antarctic Names Committee of Australia (ANCA) benannte sie nach der in Australien beheimateten Langblättrigen Akazie (Acacia longifolia), deren australischer Trivialname Boobyalla lautet.